# William Carney

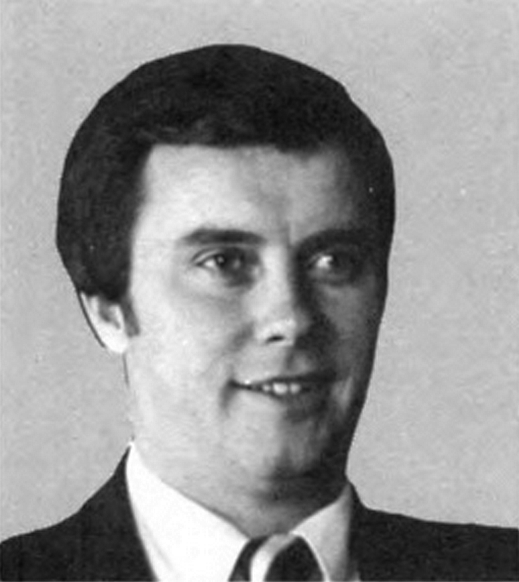
William Carney, 1979

William Carney (* 1. Juli 1942 in Brooklyn, New York City, New York; † 22. Mai 2017 in Washington, D.C.) war ein US-amerikanischer Politiker. Zwischen 1979 und 1987 vertrat er den Bundesstaat New York im US-Repräsentantenhaus.

## Werdegang
William Carney wurde während des Zweiten Weltkriegs in New York City geboren und wuchs dort auf. Er besuchte die St. Catherine of Genoa School in Brooklyn und graduierte 1960 an der Delahanty High School in Queens. Anschließend besuchte er zwischen 1960 und 1961 die Florida State University in Tallahassee (Florida). Danach diente er zwischen 1961 und 1964 im United States Army Medical Corps. Als Vertreter arbeitete er dann zwischen 1972 und 1976 für ein Schwermaschinenunternehmen.
Politisch gehörte er der Republikanischen Partei an. Er vertrat Suffolk County zwischen 1976 und 1979 in der New York State Legislature. Bei den Kongresswahlen des Jahres 1978 wurde Carney im ersten Wahlbezirk von New York in das US-Repräsentantenhaus in Washington, D.C. gewählt, wo er am 4. Januar 1979 die Nachfolge von Otis G. Pike antrat. Er wurde dreimal in Folge wiedergewählt. Da er im Jahr 1986 auf eine erneute Kandidatur verzichtete, schied er nach dem 3. Januar 1987 aus dem Kongress aus. Danach ging er einer Beschäftigung als Private Advocate nach. Er lebte in Washington D.C.